# ファセット・カット

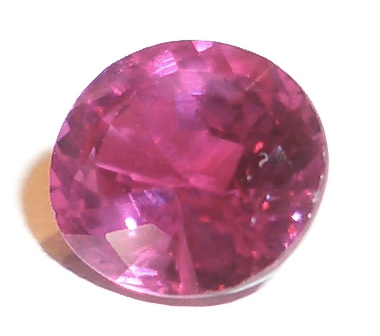
ファセット・カットを施されたルビー

ファセット・カット（英: Facet cut）は、宝石の加工方法のひとつ。基本的に透明石に施され、宝石の表面に角度の違う多数の切子面（ファセット）を持たせることによって、光を屈折させ、内部から輝いているように見せるカット方法である。
ダイヤモンドのブリリアントカットやステップカット（エメラルドカット）、マーキス・カットなどのタイプがある。